# Ma Baker
Pour les articles homonymes, voir Baker.
Ne doit pas être confondu avec Ma Barker.
Ma Baker est le titre d'une chanson interprétée par le groupe de disco Boney M. en 1977.

## Thématique
Cette chanson est inspirée de la criminelle Kate Barker, surnommée Ma Barker, à la tête d'un gang composé de ses enfants dans les années 1920. Les paroles de la chanson ne sont pas historiquement correctes. Ce tube est le premier single de leur second album Love for Sale. Le 45 tours est sorti en juin 1977.
L'air est celui d'une chanson folklorique tunisienne, Sidi Mansour. En 1975, une version disco de Sidi Mansour a été réalisée par Ariola, en Allemagne. La ressemblance avec le tube de Boney M est encore plus frappante.
La chanson entre au hit-parade le 9 juillet 1977, à la 17e place. Elle y restera jusqu'au 22 octobre 1977.

## Dans la culture
- 2002 : Rire et Châtiment (bande originale - source : générique)